# Ferrari 250 GT Berlinetta

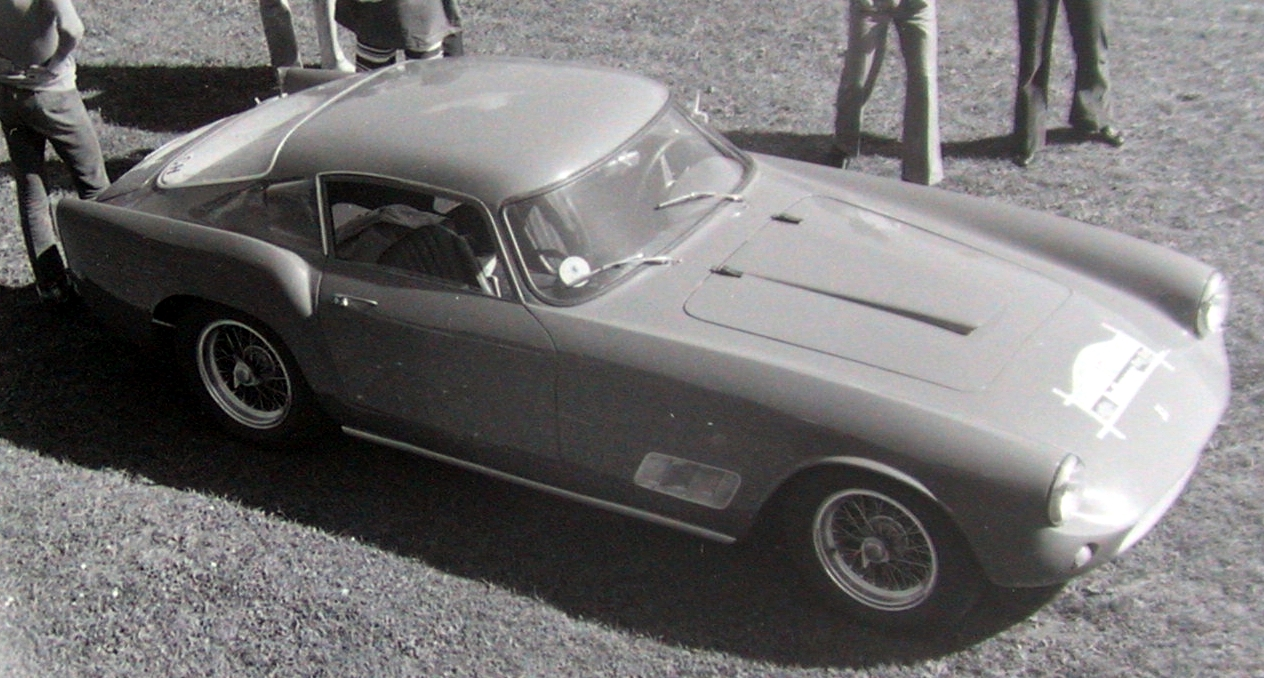
Ferrari 250 GT LWB.

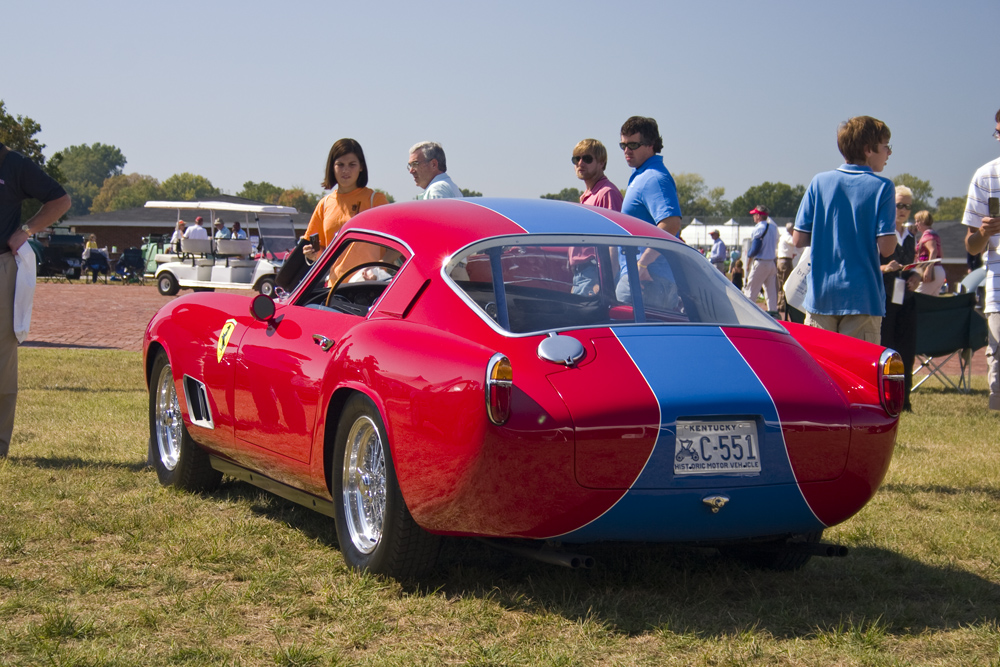
Ferrari Tour de France.

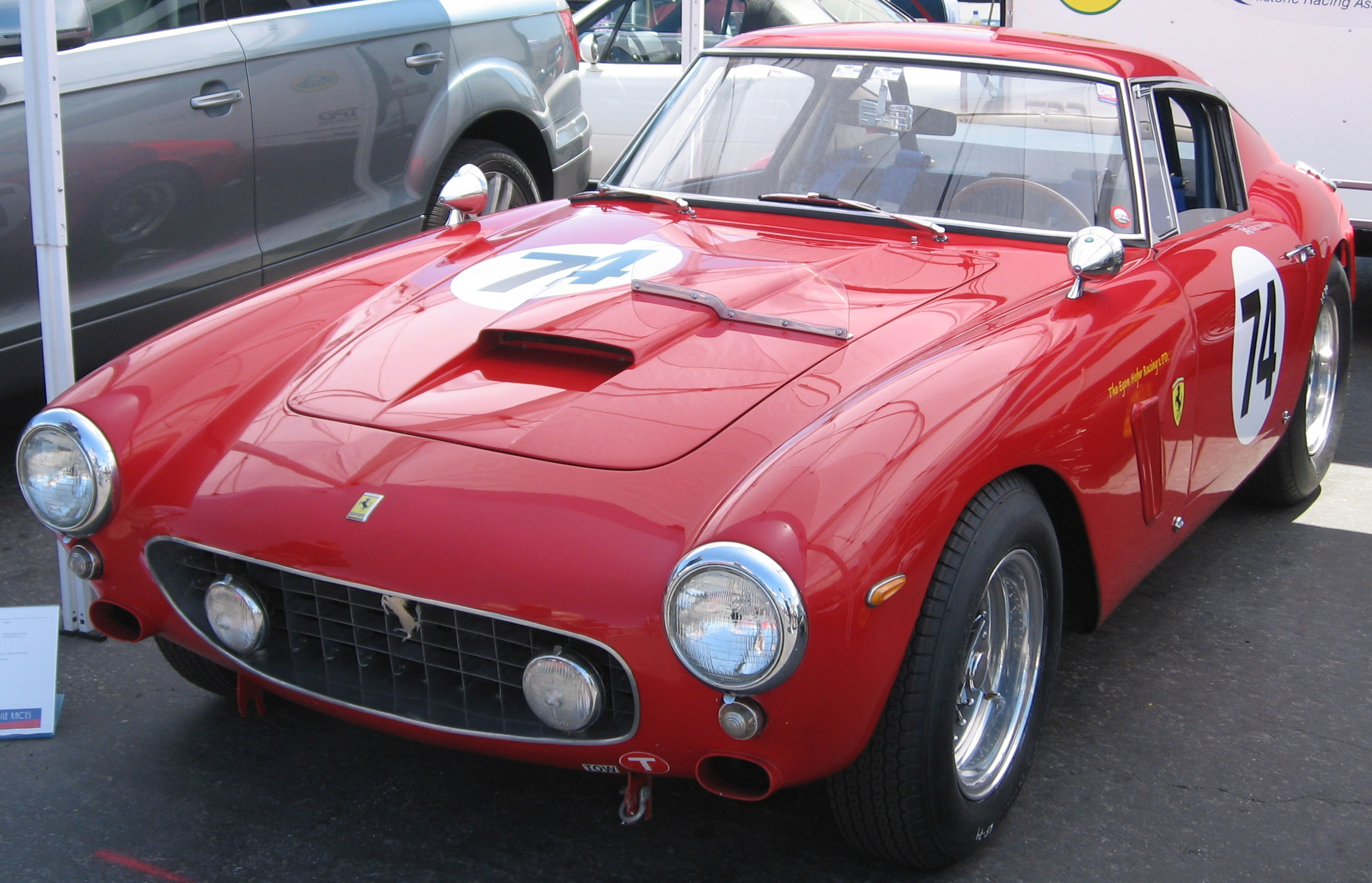
Ferrari GT Berlinetta SWB.

Las berlinettas Ferrari 250 GT, son una serie de tres automóviles deportivos de dos plazas, con carrocería cerrada, construidas por la marca italiana Ferrari en los años de 1956 a 1961, para ser homologadas en la nueva categoría de la FIA para autos Gran Turismo, de entre los cuales sobresalen el diseño del Ferrari 250 GT Tour de France y el Ferrari 250 GT SWB, que daría lugar tiempo después al famoso GTO.

## Historia
El automovilismo deportivo internacional nunca había progresado tanto ni en tan poco tiempo como en el año de 1955, los autos usados eran tecnológicamente, autos de Gran Premio con dos asientos y con carrocerías cerradas.
Después del desastroso accidente de Pierre Levegh en las 24 Horas de Le Mans en 1955, hubo un clamor general para volver a la forma clásica de las carreras de autos, usando coches deportivos de doble propósito. Clases y reglamentos específicos fueron establecidos por el F.I.A. para los coches de Gran Turismo con una cilindrada de 3 litros a partir de la temporada 1956.
Ferrari había ya construido autos tipo berlinetta desde 1950 y éstos habían participado en carreras, tanto en forma oficial como por escuderías privadas a quienes se les vendían los autos denominados como carrera-clientes, en donde se alinearon en contra de los roadsters abiertos de la época. Esas berlinettas, denominadas como 166 MM, 192 Inter, 250 S, 250 MM, 375 MM entre otros,  participaron en carreras de larga distancia, tales como la Mille Miglia, Le Mans, Reims, Spa y la Carrera Panamericana,  comprobando la efectividad de las carrocerías cerradas, que lo había hecho bien y habían establecido excelentes récords de carreras y de credibilidad general en ellos.
Por eso, cuando se establecieron nuevas regulaciones para los vehículos GT, Ferrari no era completamente ajeno al tipo de carrocerías aprobadas por la F.I.A.  y tenían bases y estudios para la creación de un nuevo coche para competir con éxito en estas clases
Los últimos 250 MM había sido construido en 1954 y se comenzó a trabajar en lo que sería el 250 GT Berlinetta. Un fuerte y fuerte chasis tubular,  con una distancia entre ejes de 2.600 mm. La suspensión de ballestas elípticas fue remplazada por resortes helicoidales, con brazos oscilantes y amortiguadores, con un motor V12 Colombo Tipo 112 y aunque su apariencia era muy similar al Ferrari 250 Europa, sin las salidas de aire ubicadas en la parte baja posterior de los guardafangos delanteros y la luneta trasera era envolvente hacia los costados, había nacido ya el Ferrari 250 GT Berlinetta, uno de los más emblemáticos de la casa Ferrari.
Entre los meses de abril y julio de 1955, Pinin Farina construyó tres más 250 GT,  que en apariencia eran similar a los 250 MM. En octubre, otro auto fue presentado en el Salón de París y fue el primer diseño con rejillas o lumbreras laterales. Pinin Farina hizo otros dos prototipos, uno de los cuales fue vendido al Marqués de Portago de España.
Al siguiente año, Scaglietti se presentó con su propio prototipo pero basado en el diseño de Pinin Farina, en el Motor Show de Ginebra 1956, este sería el primero de los catorce autos construidos de la serie I (con 14 ventilas o lumbreras en los postes c de la carrocería). El primer coche de producción fue construido en noviembre de 1956 y la producción fue encargada en Modena a Scaglietti.
En total, hubo cinco series de 250 GT Berlinettas con un total de 72 vehículos construidos, sin contar los primeros prototipos. A mediados de 1957, fueron fabricados las berlinettas de la Serie II, que ahora tenían tres ventilas y los faros cubiertos, de las cuales se fabricaron quince, al año siguiente, se construyeron veinte y nueve coches de la Serie III fueron construidos, los cuales conserva los faros cubiertos, pero solo tenía una sola óptica y en 1959, se construyeron los ocho autos con las mismas 3 ventilas de cada lado pero nuevamente con los faros descubiertos de la Serie IV.
La quinta serie, es considerada la que corresponde a las berlinettas con distancia entre ejes corta o SWB.

## Evolución
Coincidentemente, ya sobre la base de los diseñados de Pininfarina se habían construido varias carrocerías de 250 GTs en 1955, muy parecidas a las variaciones de la 375 MM (Mille Miglia) que a su vez había sido derivada de la 250 y que eran diseños de carrocerías cerradas, con la parte trasera cubierta en donde se alojaban las ruedas de repuesto, pero tenían la cubierta del motor con una pendiente suave que remataba en el frente en la abertura del radiador de forma elíptica.
El primer diseño se presentó en el Salón de París en el año de 1955 y contaba con formas deslumbrantes,  pero contaba con adorno en forma de aletas cromadas en los guardafangos traseros, todo lo que era característico de estudio de la farina, que no terminaron por convencer a los entusiastas de la marca. En la muestra de Turín unas semanas más tarde apareció otra versión con ventanas de plexiglás ventanas y el tapón de llenado rápido de combustible ubicado en el centro de la parte trasera.
Al año siguiente, en le mes de marzo, el stand de Ferrari del salón de Ginebra, mostraría uno de los mejores diseños de la berlinetta 250 GT, sin embargo, era un derivado de las presentaciones de París y Turín, destacando por la limpieza de sus formas en relación con los anteriores. Estos diseños de Pininfarina en 1955-1956 fueron los precursores de las berlinettas que corrieron para Ferrari y se vendieron a los clientes para la temporada 1956.
Basándose en los diseños de Pininfarina, Enzo Ferrari eligió al carrocero Scaglietti para la construcción de las carrocerías de las berlinettas GT, que en Modena, era ahora el constructor oficial de las carrocerías berlinettas para Ferrari y aunque el seguimiento del diseño original de Farina fue fiel, Scaglietti hizo suavizar la forma un poco, quedando menos angulosas.
Las berlinettas construidas por Scaglietti comenzaron a fabricarse en enero de 1957, todas en aluminio, eran una nueva serie de coches con forma similar a los de 1956, pero la toma de aire sobre el capó se convirtió en norma, la gran ventana de la parte posterior, que incluso doblaba hacia abajo en el cuarto posterior del auto (similar a la del 250 MM), fue remplazada por una más pequeñas y se agregaron 14 pequeñas ventilas verticales en los costados laterales posteriores de la carrocería (postes posteriores). Una vez más Scaglietti se mantuvo fiel al diseño de Farina, pero suavizó la forma general un poco. En todo caso, estas berlinettas de 1957 fueron consideradas más atractivas que la primera versión.
Los faros de estas berlinettas de 1956 y 1957 se montaron en la parte delantera del guardabarros y se embutían en molduras cromadas de una pulgada.
Para 1958, había ligeras variaciones con respecto a los modelos del año anterior, y de entre ellas destacaba la substitución por tres grandes salidas de aire, de las 14 ventilas verticales en el panel del cuarto trasero, la parte superior del guardabarros traseros presentaba nuevamente un borde afilado, se incluía molduras cromadas en las luces traseras y se contaba con el alargamiento de la nariz y la colocación de los faros delanteros bajo un carenado en plástico transparente.
El chasis para estos primeros 250 GT, que se conocen también como LWB, o distancia entre ejes larga, es convencional con un marco de acero soldado utilizando tubos de gran diámetro. La suspensión delantera es del tipo A con brazos de longitud diferentes y muelle helicoidales,  y el eje trasero es un eje rígido, con muelles semielípticos con freno y control de par por dos brazos paralelos del final de cada lado. Los amortiguadores son todavía Houdaille en las cuatro esquinas, con frenos de tambor de aluminio con camisas de hierro fundido.
En lo que respecta al apartado mecánico, el motor es el V12 de “bloque pequeño” diseñado por Colombo, que tenía un diámetro y carrera de 73,0 x 58,8 mm para un desplazamiento total de 2.953 cc. (250 cc. por 12 cilindros igual con 3000 cc.) y una potencia de 260 hp. a 7000 rpm.  A diferencia de los 250 MM, las culatas gemelas y el mejor desarrollo se pueden apreciar cuando uno se da cuenta de la CV obtenido a partir de la versión 1958-1959 en comparación de los primeros diseños de Colombo para Ferrari en los autos de 1946. Una caja de cuatro velocidades sincronizadas, que conectaban al V-12 a través de una placa de embrague seco, completaban el apartado mecánico.
Con una distancia entre ejes de 2,600 mm. y longitud total de 4,394 mm., el peso se mantenía en 2,520 kilogramos por el uso de aluminio en varios paneles de la carrocería.
Para 1959, tres diferentes diseños Berlinetta apareció, todas diseños de Farina y construidos por Scaglietti. 
La primera fue una variación del diseño de 1958, pero con los faros ahora cubierto, con llantas cromadas, por lo que se parecía más a un coche de carretera que a un coche de competición.
El segundo diseño se aparta por completo del estilo de 1956 a 1958, con contornos redondeados por todas partes que contrastaban con las formas más pronunciadas y agudas de los contorno en los coches anteriores. La cubierta del motor, se proyectó hacia abajo entre el guardafangos delanteros, con una parrilla escondida en la parte baja de su extremo delantero. Los faros se pusieron en frente de las defensas en biseles cromados y eran la parte más importante de la carrocería.
El voladizo trasero era corto y el compartimiento de pasajeros era notable por su gran superficie acristalada. El panel "tradicional" de tres ventilas fue substituido ahora por una ventana trasera adyacente a las ventanas principales del piloto y copiloto, y ahora, la ventana principal se encontraba dividida en dos con una aleta movible para la ventilación del habitáculo, eliminándose también las salidas de ventilación de los costados de los guardafangos delanteros.
Todos estos diseños se basaron siempre en los chasis de distancia entre ejes con 2,600 mm. y en los coches fabricados en 1958 no hubo ningún cambio significativo en el chasis o el motor. 
Las formas de este último diseño ya presagiaban lo que vendría más adelante en ese mismo año, con el acortamiento a 2,400 mm de la distancia entre ejes. Este coche es considerado como un diseño intermedio entre la generación de berlinettas de 1956 a 1959 y el diseño que culminaría la saga, el 250 GT SWB que se construiría a partir de 1959 y que se convertiría en uno de los modelos más apreciados de la Escudería Ferrari.
Estos coches considerados como intermedios,  fueron construidos en una cantidad muy limitada, no más de seis coches. Pero mientras que el chasis y el motor se ven como los de todas las berlinettas GT anteriores, hubo revistas especializadas en la que se ilustraban un corte de uno de estos autos, mostrando el montaje de un motor Testa Rossa V-12,  con seis carburadores webers dobles y bujías situadas en el exterior de la cabeza (el motor de Colombo utilizados en los anteriores 250 GT, las tenían en el interior). El corte también mostraba freno de disco en el coche, aunque en términos generales, los expertos consideran que estas diferencias no eran equipo estándar sino posiblemente una preparación para un auto de competencia.
Por alguna razón, el modelo intermedio de estas berlinettas nunca fue ni ha sido tan popular entre los entusiastas de Ferrari, como lo son los modelos anteriores y posteriores. Algunos tienden a considerar que esto se debe a la mezcla de un chasis con distancia de entre ejes larga con una carrocería en apariencia corta.
El tercero de los 250 GT Berlinetta diseñado en el año de 1959, hizo su debut en el Auto Show de París en el mes de octubre. Al igual que las anteriores versiones, fue diseñada por Farina y construido por Scaglietti. La distancia entre ejes se ha redujo a 2,400 mm. y el montaje, por primera vez, de cuatro discos de freno de la rueda era equipamiento estándar, pero la configuración del chasis en general y los componentes de suspensión, eran más o menos como se usaba en los coches de la serie 250 anteriores.
El diseño de la carrocería fue uno de los mejores y resultaba obvio que era una evolución natural de la forma de la carrocería del 250 intermedio.
Con la distancia entre ejes más corta, la ventana posterior a la ventana principal del piloto fue eliminada, promocionándose el coche ahora como un vehículo de doble propósito para ser usado en pistas o en carreteras.
Muchas carrocerías de este último diseño de berlinettas 250 GT con distancia corta de entre ejes se construye de aluminio para el competidor serio, que rebajaba en unos 45 kilos el peso del vehículo, pero la mayoría de ellas fueron construidas en acero para un uso más urbano, con aluminio solo en puertas, capó y baúl.
El motor estándar de la nueva berlinetta era todavía el Colombo, pero contaba con cabezas Testa Rossa,  muelles helicoidales en las válvula y la ubicación de las bujías por fuera de la cabeza, como se utilizan en la actualidad.
La potencia anunciada con el nuevo motor fue de 280 hp a 7000 rpm y, con el peso más ligero, era obvio que sería el coche a batir en las carreras de GT.

## Historia Deportiva
La primera victoria del Ferrari 250 GT Berlinetta, fue obtenida por el Marqués Alfonso de Portago en la carrera de Nassau de las islas Bahamas en diciembre de 1955. A principios de 1956 los belgas,  Olivier Gendebien y Jacques Wascher, conducíendo un 250 GT Berlinetta quedaron cuarto en la general y primero en su clase en el Tour de Sicilia, luego a finales de abril obtuvieron el quinto en la general y primero en la clase GT en la Mille Miglia.
El Tour de Francia se había convertido en un reto para Ferrari, un Ferrari ganó el Tour inicial en 1951, obtuvieron el segundo tanto en 1952 y 1953, pero no pudo terminar en 1954. El evento 1955 fue cancelada después del desastre de Le Mans, pero desde 1956, las berlinettas 250 GT de Ferrari dominaron el evento y eso dio lugar a que las primeras versiones de estos autos,  se les conociera como Berlinettas  "Tour de France". Esta no fue una designación oficial de Ferrari, sin embargo, como la fábrica continuó llamando a simplemente 250 GT.
En ese Tour de Francia, que era el quinto y que era un evento automovilístico que recorría el perímetro del país, celebrada en septiembre de 1956, con 3,600 kilómetros de longitud, en donde se incluían seis carreras disputadas en el circuito principal (Cominges, Le Mans, Rouen, Reims, St Etienne, y Montlhery); subidas colina (Mont Vertoux y Peyresoude) y una carrera de velocidad (en Aix-les-BVains). Otra vez, el equipo del español De Portago, con Nelson como copiloto, con el auto marcado con el número 73, ganó cinco de las seis carreras del evento y obtuvo el primer puesto en el Tour, con Stirling Moss en un Mercedes 300 SL en segundos 300 SL y Gendebien en otro 250 GT ya de fábrica, en tercer lugar.
Este resultado, aunado con los dos triunfos consecutivos que vendrían en años subsecuentes, dio a las berlinettas de Ferrari construidas en los años de 1956 a 1958, su designación, no oficial,  como Ferrari 250 Tour de France.
A lo largo de ese 1956, las berlinettas 250 GT, siguieron acumulando victorias en manos de equipos privados y algunos de los participantes tuvieron una temporada increíble. Edoardo Lualdi Gabardi obtuvo cinco primeros lugares y tres segundos,  Giuliano Giovanardi tenía acúmulo para su auto cinco primeros lugares, dos terceros y un octavo, y Camillo Luglio, que contaba en su 250 GT con una carrocería más ligeta de diseño Zagato, obtuvo cinco primeros y dos segundos lugares ese año.
Para la temporada de 1957 del Campeonato Mundial de Resistencia, en el que corrían autos prototipos y de gran turismo, Ferrari había ya disipado cualquier duda sobre la superioridad de la Ferrari 250 GT Berlinetta, y en el mes de abril, Gendebien / Wascher ganan el Tour de Sicilia, con los 250 GT de Luglio y Lena en 5 º y 6. El 12 de mayo, Gendebien / Wascher terminan terceros en la general y primeros en su clase en la Mille Miglia con una velocidad promedio de 150 kilómetros por hora, velocidad poco inferior a los 153 kilómetros por hora registrados por el equipo de Piero Taruffi con un prototipo Ferrari Spyder de 4 litros que ganó la carrera. Ese mismo año, en las 12 horas de Reims, las berlinettas de Ferrari ocuparon los cinco primeros lugares, con  Gendebien / Frere a la cabeza, que registraron un promedio de 167 kilómetros por hora y el récord de vuelta a una velocidad promedio de 185 kilómetros por hora. 
Ya para terminar ese año, en el mes de agosto, en el Gran Premio de Alemania que se corrió en Nurburgring, el 250 GT de Wolfgang Seidel ganó la carrera preliminar destinada a autos gran turismo, corriendo contra seis Mercedes Benz 300 SL y una semana después en una carrera similar en el GP de Suecia, el Ferrari de Curt Lincoln salió victorioso.
El Ferrari 250 GT había estableció ya su dominio en carreras de GT en 1956 y 1957, y 1958 comenzó como una repetición de los años anteriores. Una 250 GT berlinetta 1957 gana la Copa Inter-Europa,  nuevamente Gendebien y Frere ganan por segundo año consecutivo las 12 horas de Reims (aun con el coche de 1957, y en el mes de septiembre, en donde hace su debut el nuevo modelo de 1958, pero ahora con Lucien Bianchi como copiloto, nuevamente gana el Tour de Francia, logrando Ferrari también el segundo y tercero puestos.
La aparición primera aparición de carreras del modelo denominado como “interino”,  fue en Le Mans en 1959, donde Pilette / Arents y  Fayed / Munaron obtuvieron los puestos cuarto y sexto de la general, atrás de dos Aston Martin DBR1/300 y un Ferrari 250 GT del año anterior. En septiembre, el equipo de Gendebien / Bianchi ganaron por tercer ocasión el Tour de Francia en otro 250 GT “interino”, que era la 4 ª victoria consecutiva ten esa prueba para Ferrari. No se puede precisar si los autos participantes en las carreras de Le Mans y el Tour de France contaban con motores Testa Rossa, pero los cronistas especializados aseguran esto, debido a las excelentes prestaciones de los autos en tales carreras.
Para 1960, se contaba ya con las nuevas berlinettas SWB, y en las 12 Horas de Seabring 1960, en una carrera en donde Ferrari no competía oficialmente porque los organizadores pretendían obligar a los participantes a usar un combustible diferente al Shell que usaba la marca, y además la FIA aún no había homologado el SWB como gran turismo, Hugus / Pabst,  Sturgin / D´Orey y Arents / Kilberly,  fueron cuarto, sexto y séptimo en la general.
En la Targa Florio que se corrió el 8 de mayo, una de las nuevas berlinettas con distancia de entre ejes corta, piloteada por Lenza / Maglione obtuvo el noveno puesto en la general, pero debido a que el nuevo modelo no estaba aun homologado por la FIA, el primer lugar de la clase GT lo obtuvo una 250 GT Berlinetta de 1959 que había obtenido el décimo lugar en la general.
Antes de la carrera de las 24 Horas de Le Mans junio, el nuevo Ferrari ha ya sido homologado por la FIA como coches GT y en la carrera se inscribieron tanto autos de distancia larga de entre ejes como corta.
La carrera fue una barrida de Ferrari y lo autos de Maranello terminaron en primera, segunda, cuarta, quinta, sexta y séptima posiciones.  Tavano / Lousted obtuvieron la 4° posición en la general y primero en la clase GT, solo atrás de los prototipos de Frere / Gardebien Ferrari 250 TR60 y Rodríguez / Pilette Ferrari 250 TR/59, y un Aston Martin DBR1/300 también prototipo, con otros tres SWB que ocuparon las tres plazas siguientes.
Incluso, Stirling Moss que no conducía habitualmente para Ferrari, el 20 de agosto de 1960 corrió en un SWB Berlinetta propiedad de Rob Walker con el volante del lado derecho y con el que ganó el 25° Tropy Turismo en Goodwood, y repitió su victoria de una semana después en Brands Hatch, en ambas ocasiones su competencia vino de los Aston Martin DB4/GTs. En septiembre de Carlo Abate ganó la Copa Inter-Europa, también en una Berlinetta SWB.
Las victorias de las Berlinetta 250 GT SWB fueron continuas durante todo el año. Mairesse / Berger fueron primeros en el Tour de Francia, con Schlesser / Loustel en segundo y Tavano / Martin en tercero. Gendebien y Bianchi ganaron los km 1000 de Montlhery con su SWB en octubre.
Sólo las victorias más importantes se han anotado aquí para la temporada 1960, pero las berlinettas de Ferrari en manos de equipos privados, obtuvieron muchos triunfos en toda Europa.
Para 1961, se contaba ya con los 250 SWB Comp/61, que contaban con un motor y mecánica mejorados. El primer evento internacional de este modelo, fue la carrera de las 12 Horas Seabring el 25 de marzo, en ella la cronista deportiva Denise McCluggage y saxofonista de jazz Alan Ansioso obtuvieron el en la general y primero en GT. En Snetterton, Inglaterra, en el mismo día, Mike Parkes y Whitehead Graham fueron primero y segundo en sus berlinettas SWB por delante de Aston Martin DB4/GT de Salvadori.
Jaguar había anunciado para el mes de marzo de ese año la presentación del nuevo y aficionados al automovilismo estaban esperando grandes cosas de este coche nuevo y emocionante. Jaguar programó el debut del XK-E la carrera del Trofeo Fordwater en Goodwood, Inglaterra, pero la presentación no fue exitosa y nuevamente Mike Parkes y Whitehead Graham fueron 1 º y 4 º lugares con sus berlinettas SWB con swb con la Ireland y Moss con Aston Martin intercalados entre ellos.
Después, el Jaguar Type E, tuvo una participación excepcional cuando logró colocar los autos de Graham Hill y Roy Salvadiri en las posiciones de 1 ª y 3 ª en Aulton Park, Inglaterra el 15 abril, un mes después de su presentación al público. Innes Ireland fue 2 º en GT con un Aston Martin y Ferrari se tuvo que conformar con el 4° y 5° de Sears y Whitehead., Ferrari, al parecer, tenía ahora una competencia real.
Dos semanas después, en Spa-Francorchamps, Willy Mairesse estropeó el debut continental del XK-E colocando su Ferrari SWB en primer lugar, Mike Parkes que ahora conducía para Jaguar terminó segundo y el tercero lo obtuvo Whitehead en otro 250 GT SWB.
En las pruebas para las 24 Horas de Lemans, que por tradición se celebraban dos meses antes de la carrera que era en junio, la berlinetta Ferrari 250 GT SWB, demostró una vez más su potencial, cuando el coche de Parkes / Tavano había rodado consistentemente a 193 kilómetros por hora de promedio y había demostrado ser más rápido que todos los autos participantes, a excepción de los esport prototipos de Ferrari y el Maserati Bircage. Desgraciadamente, la berlinetta fue destruida por Jo Schlesser.
Ya en la carrera, Noblet / Guichet y Grossman / Pilette termininaron 3 º y 6 º en la general para el 1 º y 2 º en la clase GT con sus berlinettas SWB, atrás de las Ferrari 250 TRI/61 y del Maserati.
Las victorias para Ferrari y sus berlinettas de distancia entre ejes corta continuó durante 1961. El SWB de Rob Walker, fue conducida nuevamente por Stirling Moss en Le Mans y durante la carrera se había colocado tan alto como 3 º, antes de que un aspa del ventilador se desprendiera y cortara una manguera de agua y el auto se sobrecalentara. El auto fue devuelto a Módena para la reconstrucción del motor y Moss ganó el Race Trophy del Imperio Británico para coches GT, en Silverstone el 8 de julio de 1961. 
En otras carreras, Willy Mairesse condujo su SWB para el primer lugar en las Seis Horas de Auvernia. Moss ganó el Encuentro Internacional en Brands Hatch en agosto, y terminó primero en el Tourist Trophy RAC 26 en Goodwood, también en agosto, con Mike Parkes también en una berlinetta Ferrari. Parkes ganó en Snetterton, el 3 de octubre, Pedro y Ricardo Rodríguez ganaron los 1000 kilómetros de Montlhery el 22 de octubre, y Stirling Moss fue triunfo en Nassau en diciembre.